# Rodalben
Rodalben (Aussprache [ˈʁoːtˌʔalbn̩]) ist eine Kleinstadt im rheinland-pfälzischen Landkreis Südwestpfalz und der Sitz der gleichnamigen Verbandsgemeinde. Mit rund 6700 Einwohnern ist sie die größte Kommune des Landkreises. Rodalben ist gemäß Landesplanung als Grundzentrum ausgewiesen.

## Geographie

### Lage
Rodalben liegt im mittleren Pfälzerwald in dessen Teilbereich Gräfensteiner Land. Die Stadt Pirmasens, zugleich Verwaltungssitz des Landkreises Südwestpfalz, ist fünf Kilometer entfernt. Zu Rodalben gehören die Wohnplätze Am Entenstein, Am Köpfel, Apostelmühle, Auf der Heide, Geißbühl, Germerstal, Grünbühl, Horbergsiedlung, Imsbachermühle, Langenbach, Lindersbach und Neuhof. Nachbargemeinden sind – im Uhrzeigersinn – Donsieders, Clausen, Münchweiler an der Rodalb, Pirmasens, Petersberg und Thaleischweiler-Fröschen.

### Erhebungen
Im Nordwesten der Gemarkung erstreckt sich an der Grenze zu Donsieders der 360 Meter hohe Bieberberg und im Nordosten der 388 Meter hohe Hilschberg sowie der 371 Meter hohe Kirchberg. Im äußersten Osten der Gemarkung befindet sich das 313 Meter hohe Hanauische Eck und im Westen der 407 Meter hohe Grünbühl.

### Gewässer
Die Stadt liegt in der Talaue der Rodalb, einige Kilometer oberhalb der Mündung des kleinen Flusses in den Schwarzbach. Der Dreiweiherbach bildet im Osten stellenweise die Grenze zu Clausen. Mitten im Siedlungsgebiet nimmt Erstere von links den Langenbach auf. Im Südwesten bildet der Steinbach die Gemarkungsgrenze zu Pirmasens; am nordwestlichen Siedlungsrand von Rodalben mündet er in die Rodalb.

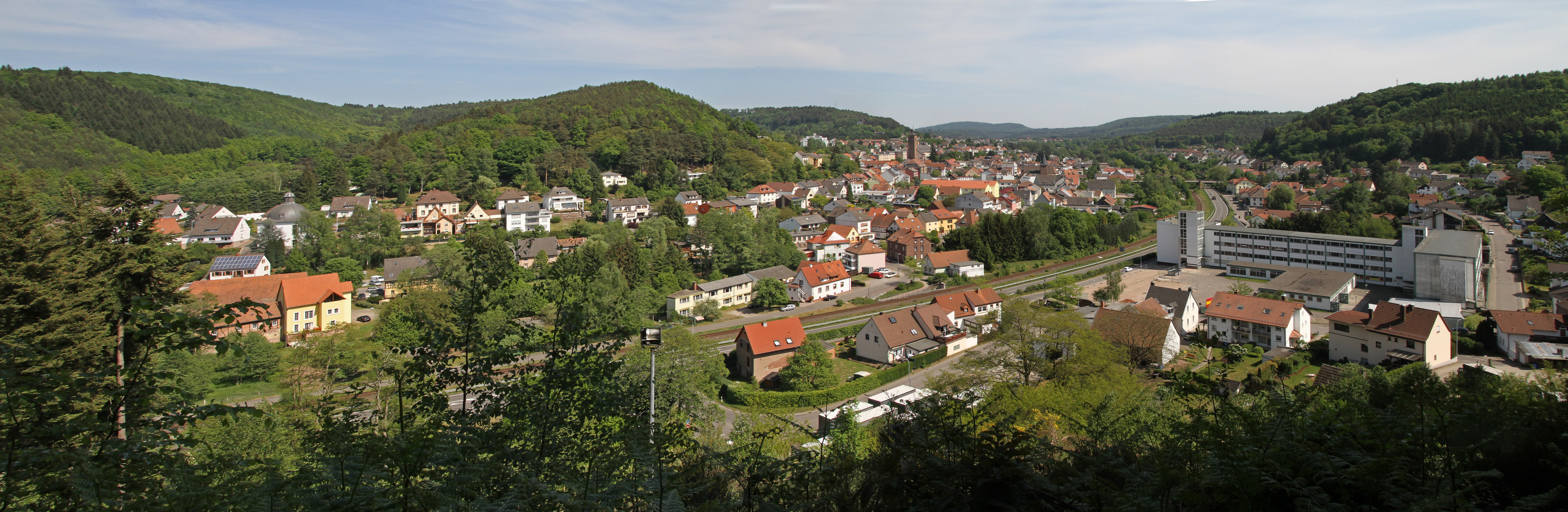
Panorama von Rodalben

## Geschichte

### Anfänge
Rodalben wurde vermutlich als Siedlung des keltischen Stammes der Mediomatriker gegründet und später nach dem Fluss benannt. Die Herkunft des Flussnamens ist nicht eindeutig geklärt. Als alb bezeichneten die Kelten Flüsse oder Bäche. Für den Namensbestandteil Rod, zeitweise auch Roth, gibt es zwei Erklärungsansätze. Zum einen könnte der rote Sand des Flussbettes der Namensgeber sein, zum anderen die Tatsache, dass in den Tälern durch das Roden (Rotten) der Wälder weite Wiesen- und Ackerflächen angelegt wurden.

### Mittelalter
1237, im Mittelalter, wurde Rodalben erstmals urkundlich als „Meyerhof“ erwähnt. Es war über Jahrhunderte eine bäuerlich geprägte Ansiedlung, die zusammen mit der Burg Gräfenstein bei Merzalben den Grafen von Leiningen gehörte. Um das Jahr 1360 wurde mutmaßlich die erste Pfarrkirche in Rodalben erbaut. Davon zeugen der erhaltene romanische Turm und der mit Fresken geschmückte gewölbte Chor. Das Alter lässt sich ungefähr ermitteln aufgrund des gotischen Baustils in seiner dritten und letzten Periode und der Tatsache, dass Rodalben 1360 beziehungsweise 1361 bereits einen Pfarrer hatte, der eine Kollationsgebühr von 6 Gros an Rom entrichtete. Genauere Angaben über die Erbauung der Kirche liegen jedoch nicht vor.

### Neuzeit

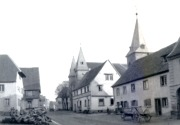
Ortsmitte von Rodalben 1895

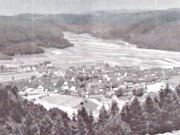
Blick auf Rodalben im Jahr 1900

Der Ort wuchs stetig und erhielt größere Bedeutung durch die Verlagerung der Verwaltung des Gräfensteiner Amtes nach Rodalben. Um 1720 erhielt Rodalben seine erste Schule. Das „Feine Häusel“, das von Münchweiler nach Rodalben transportiert worden war und bis dahin als Pfarrhaus diente, wurde zum Schulsaal und zur Lehrerwohnung hergerichtet. Das Haus existiert bis in die Gegenwart und wird als Wohnhaus genutzt. Bis Ende des 18. Jahrhunderts gehörte Rodalben zur Markgrafschaft Baden.
Von 1798 bis 1814, als die Pfalz ein Teil der Französischen Republik (bis 1804) und anschließend ein Teil des Napoleonischen Kaiserreichs war, war der Ort in den Kanton Pirmasens eingegliedert und war der Sitz einer eigenen Mairie, zu der zusätzlich Donsieders und Münchweiler gehörten. 1815 wurde der Ort Österreich zugeschlagen. Bereits ein Jahr später wechselte Rodalben in das Königreich Bayern. Ab 1818 war der Ort ein Bestandteil des Landkommissariats Pirmasens, das 1862 in ein Bezirksamt umgewandelt wurde.
Die aufkommende Industrialisierung machte auch vor Rodalben nicht Halt. So wurde das einstige Schuhmacherhandwerk zur Schuhindustrie, die zunehmend das Bild von Rodalben bestimmte. Es entstand eine eigene Gerberei. Nach dem Zweiten Weltkrieg, in der Phase des deutschen Wirtschaftswunders, entwickelte sich die Schuhindustrie gut. Zeitweise gab es mit den Familienbetrieben über 60 Schuhfabriken im Ort.
1939 wurde Rodalben in den Landkreis Pirmasens (ab 1997 Landkreis Südwestpfalz) eingegliedert. Nach dem Zweiten Weltkrieg wurde die Gemeinde innerhalb der französischen Besatzungszone ein Teil des damals neu gebildeten Landes Rheinland-Pfalz. 1955 wurde das bis dahin zu Rodalben gehörende Petersberg selbständig. Am 17. März 1963 erhielt die Gemeinde Rodalben die Stadtrechte. Die weltweite Öffnung der Märkte wirkte sich nachteilig auf die lohnintensive Schuhindustrie aus, so dass eine Schuhfabrik nach der anderen schließen musste. Trotzdem blieb der Schuh ein Markenzeichen dieser Region, dann jedoch mehr durch den Handel. Im Zuge der ersten rheinland-pfälzischen Verwaltungsreform wurde der 371 Einwohner umfassende Ort Neuhof, der bis dahin zu Pirmasens gehört hatte, nach Rodalben umgemeindet. Drei Jahre später wurde Rodalben Sitz der neu geschaffenen gleichnamigen Verbandsgemeinde.

### Einwohnerstatistik
Vor dem Dreißigjährigen Krieg lebten im Amt Gräfenstein 150 Einwohner. 1680, rund 30 Jahre nach dem Krieg, zählte das Amt 30 Familien oder Eingesessene. Im Jahre 1698 gab es 50 Familien im Amt, davon 20 im Dorf Rodalben. 1815 hatte der Ort insgesamt 1391 Einwohner. In den 1950er Jahren stieg die Zahl auf knapp 6000 Einwohner an; dies bedeutete, dass jeder 100. Einwohner ein Schuhfabrikant war. Im August 2004 lebten 7864 Menschen in der Stadt. Seither ist wie in der gesamten Region ein Rückgang zu beobachten. Während der 2000er Jahre sank die Einwohnerzahl auf unter 7500, aktuell sind es weniger als 7000.
| Rodalben: Einwohnerzahlen von 2012 bis 2024 | Rodalben: Einwohnerzahlen von 2012 bis 2024 | Rodalben: Einwohnerzahlen von 2012 bis 2024 | Rodalben: Einwohnerzahlen von 2012 bis 2024 | Rodalben: Einwohnerzahlen von 2012 bis 2024 |
| ------------------------------------------- | ------------------------------------------- | ------------------------------------------- | ------------------------------------------- | ------------------------------------------- |
| Jahr                                        |                                             |                                             |                                             | Einwohner                                   |
| 2012                                        | 2012                                        |                                             | 7.073                                       | 7.073                                       |
| 2015                                        | 2015                                        |                                             | 6.952                                       | 6.952                                       |
| 2020                                        | 2020                                        |                                             | 6.681                                       | 6.681                                       |
| 2024                                        | 2024                                        |                                             | 6.378                                       | 6.378                                       |
| Quelle(n): statistik.rlp.de                 |                                             |                                             |                                             |                                             |

### Konfessionsstatistik
Mit Stand 30. Juni 2005 waren von den Einwohnern 69,3 % römisch-katholisch und 20,4 % evangelisch. 10,3 % waren konfessionslos oder gehörten einer anderen Glaubensgemeinschaft an. Der Anteil der katholischen Kirchenmitglieder an der Gesamtbevölkerung nahm seitdem prozentual und nominal stark ab. Nach dem Stand vom 31. Juli 2025 sind von den Einwohnern 48,3 % katholisch und 19,9  % evangelisch. 31,8 % sind konfessionslos oder gehören einer anderen Glaubensgemeinschaft an.

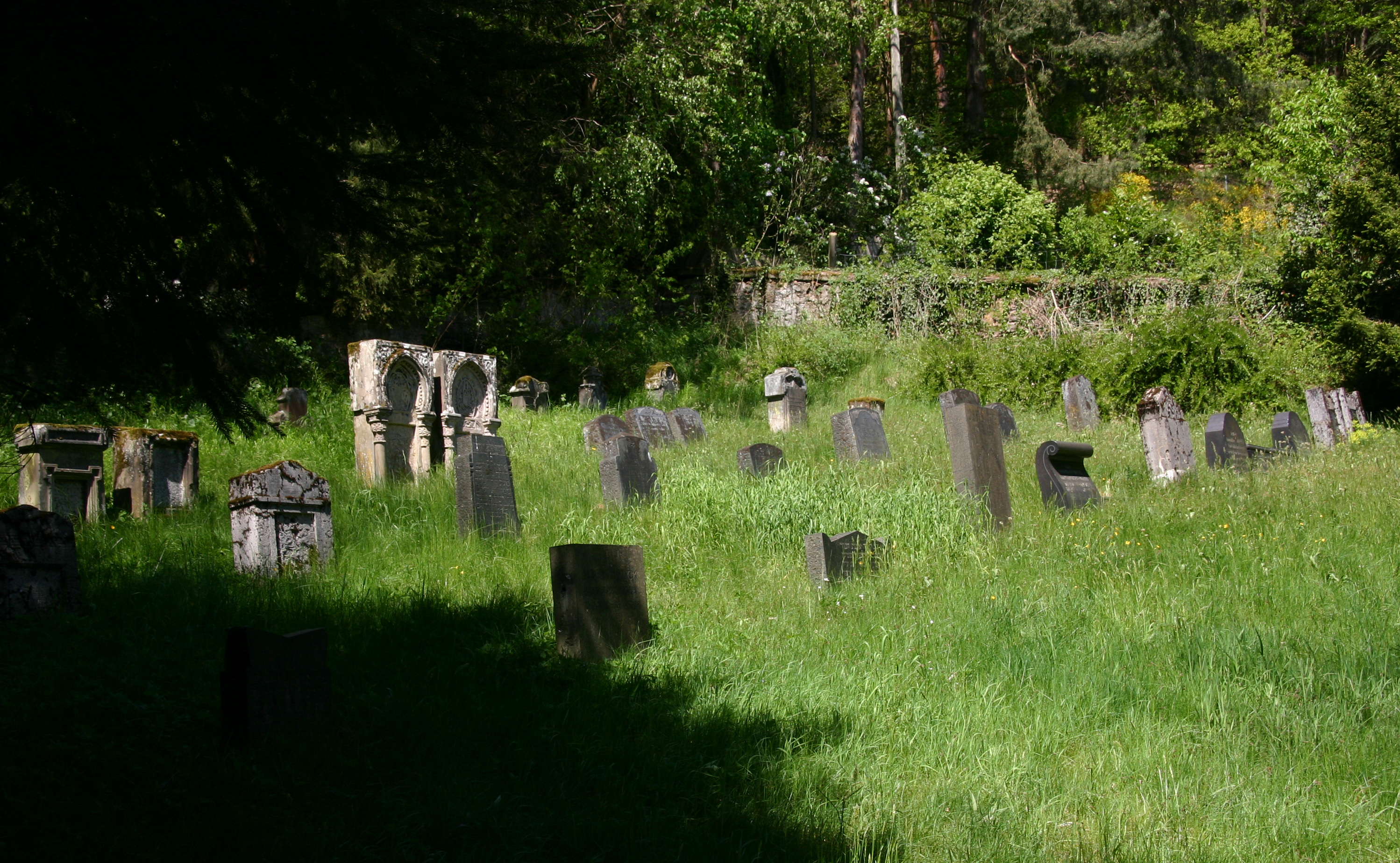
Jüdischer Friedhof

### Christentum
Die Katholiken gehören zum Bistum Speyer, die Evangelischen zur Evangelischen Kirche der Pfalz (Protestantische Landeskirche). Unter den katholischen Gotteshäusern befindet sich die Kirche Seliger Bernhard, die mit einer von Hugo Mayer Orgelbau angefertigten Orgel aus dem Jahr 1970 ausgestattet ist.

### Judentum
Vor Ort existierte einst eine jüdische Gemeinde, die eine Synagoge besaß. Der jüdische Friedhof wurde 1876 angelegt.

## Politik

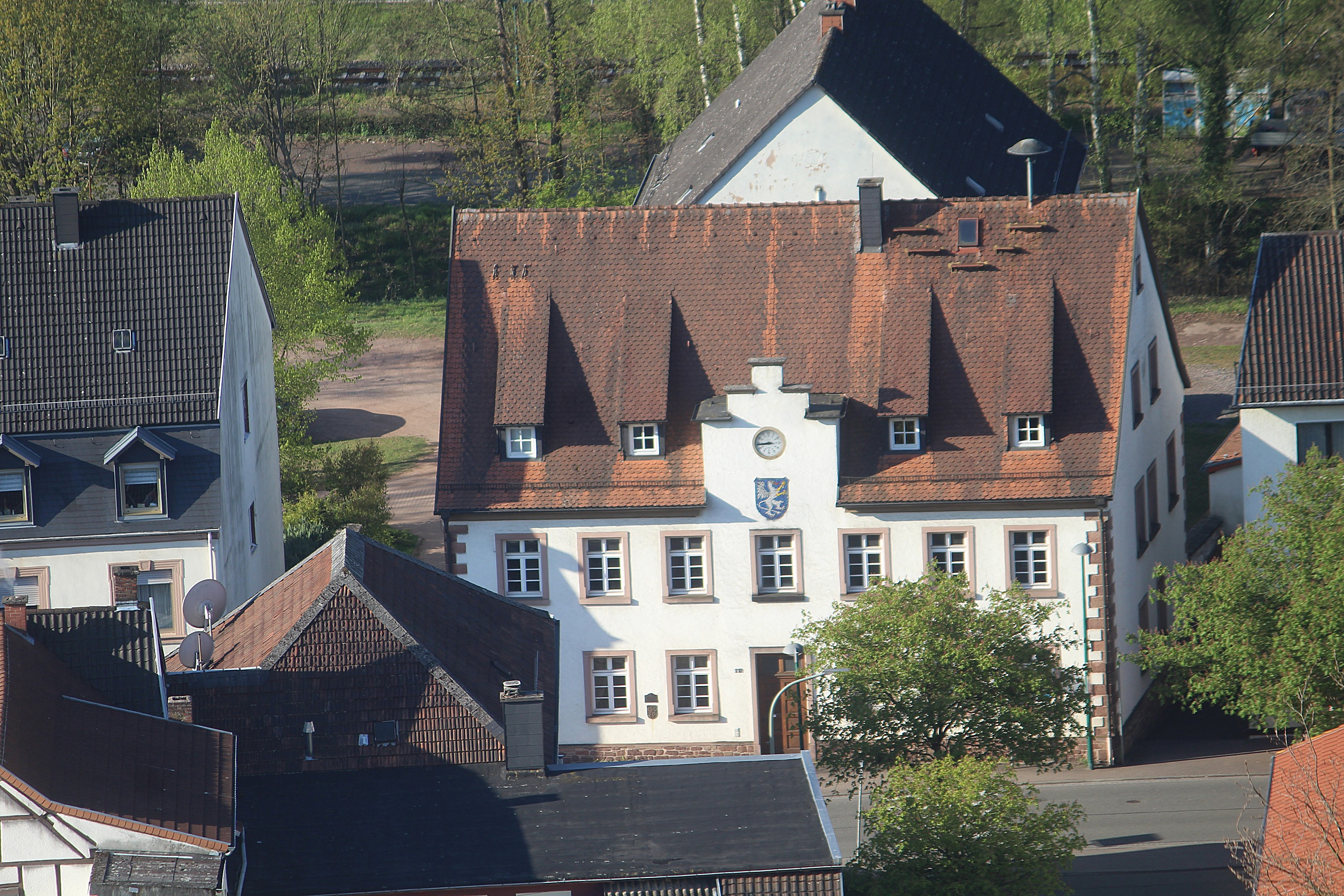
Altes Rathaus

### Stadtrat
Der Stadtrat in Rodalben besteht aus 22 Ratsmitgliedern, die bei der Kommunalwahl am 9. Juni 2024 in einer personalisierten Verhältniswahl gewählt wurden, und dem ehrenamtlichen Stadtbürgermeister als Vorsitzendem.
Die Sitzverteilung im Stadtrat:
| Wahl | SPD | CDU | Grüne | AfD | FDP | FWG * | WIR * | Gesamt   |
| ---- | --- | --- | ----- | --- | --- | ----- | ----- | -------- |
| 2024 | 4   | 10  | 2     | 4   | –   | 2     | –     | 22 Sitze |
| 2019 | 7   | 12  | 3     | –   | –   | –     | –     | 22 Sitze |
| 2014 | 6   | 9   | 1     | –   | –   | 3     | 3     | 22 Sitze |
| 2009 | 5   | 9   | 1     | –   | 1   | 3     | 3     | 22 Sitze |
| 2004 | 4   | 14  | 1     | –   | –   | 3     | 3     | 24 Sitze |

### Bürgermeister
Claus Schäfer (CDU) wurde am 22. August 2019 Stadtbürgermeister von Rodalben. Bei der Stichwahl am 16. Juni 2019 hatte er mit einem Stimmenanteil von 55,03 % durchgesetzt, nachdem bei der Direktwahl am 26. Mai 2019 keiner der ursprünglich vier Bewerber eine ausreichende Mehrheit erreicht hatte. Schäfers Vorgänger Wilhelm Matheis war nach 15 Jahren im Amt nicht erneut angetreten. Bei der Direktwahl am 9. Juni 2024 setzte sich Schäfer mit 72,2 % der Stimmen gegen Wolfgang Schultz (SPD) erneut durch. Die Wahlbeteiligung lag bei 67,8 %.

### Wappen
| Wappen von Rodalben | Blasonierung: „In Blau ein linksgewendeter goldbewehrter, rotbezungter silberner Greif.“                                                            |
| Wappen von Rodalben | Wappenbegründung: Es wurde 1948 vom Ministerium des Innern in Koblenz genehmigt und erinnert mit dem Greif an die ehemalige Zugehörigkeit zu Baden. |

## Kultur

### Bauwerke

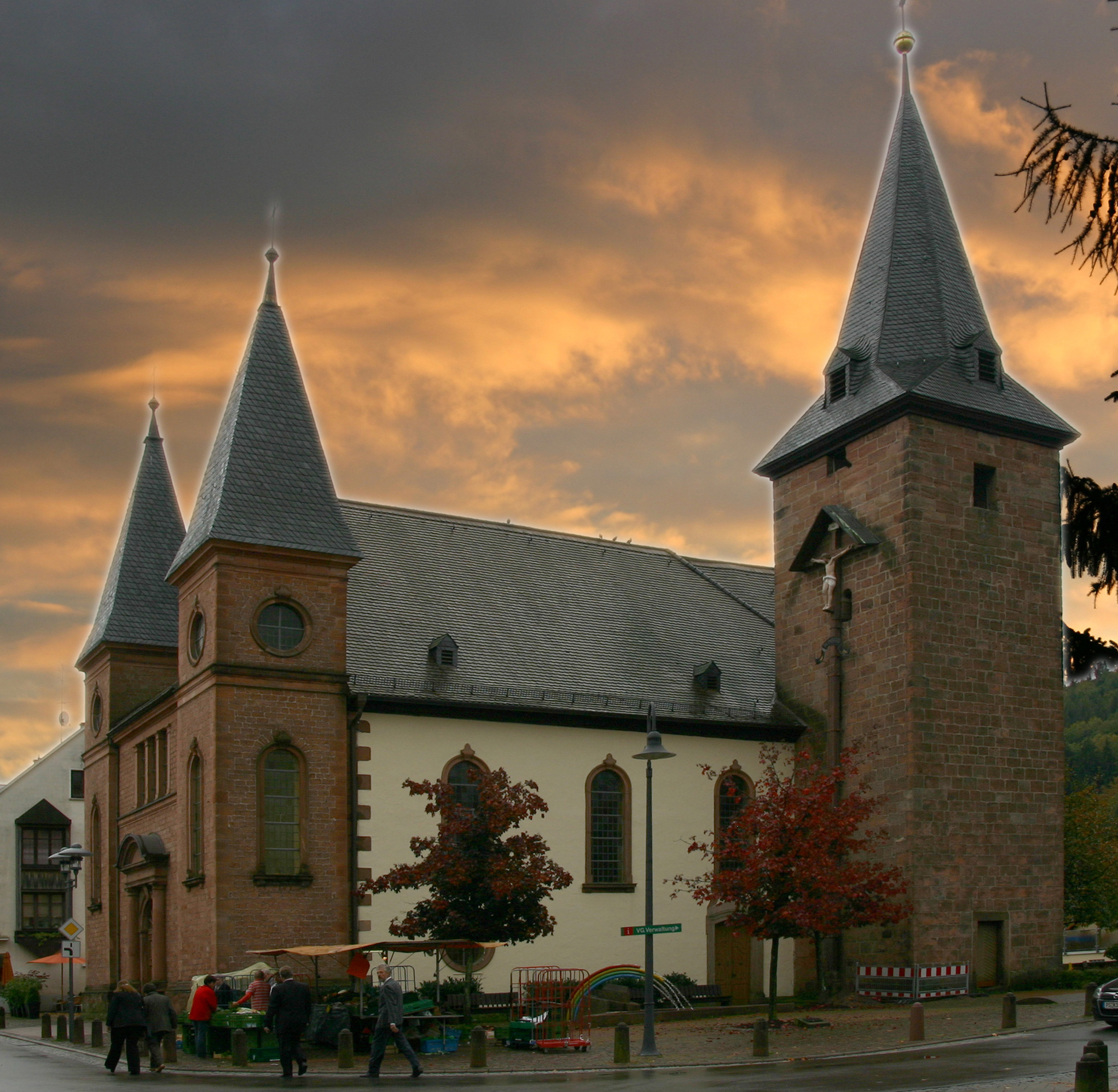
Marienkirche
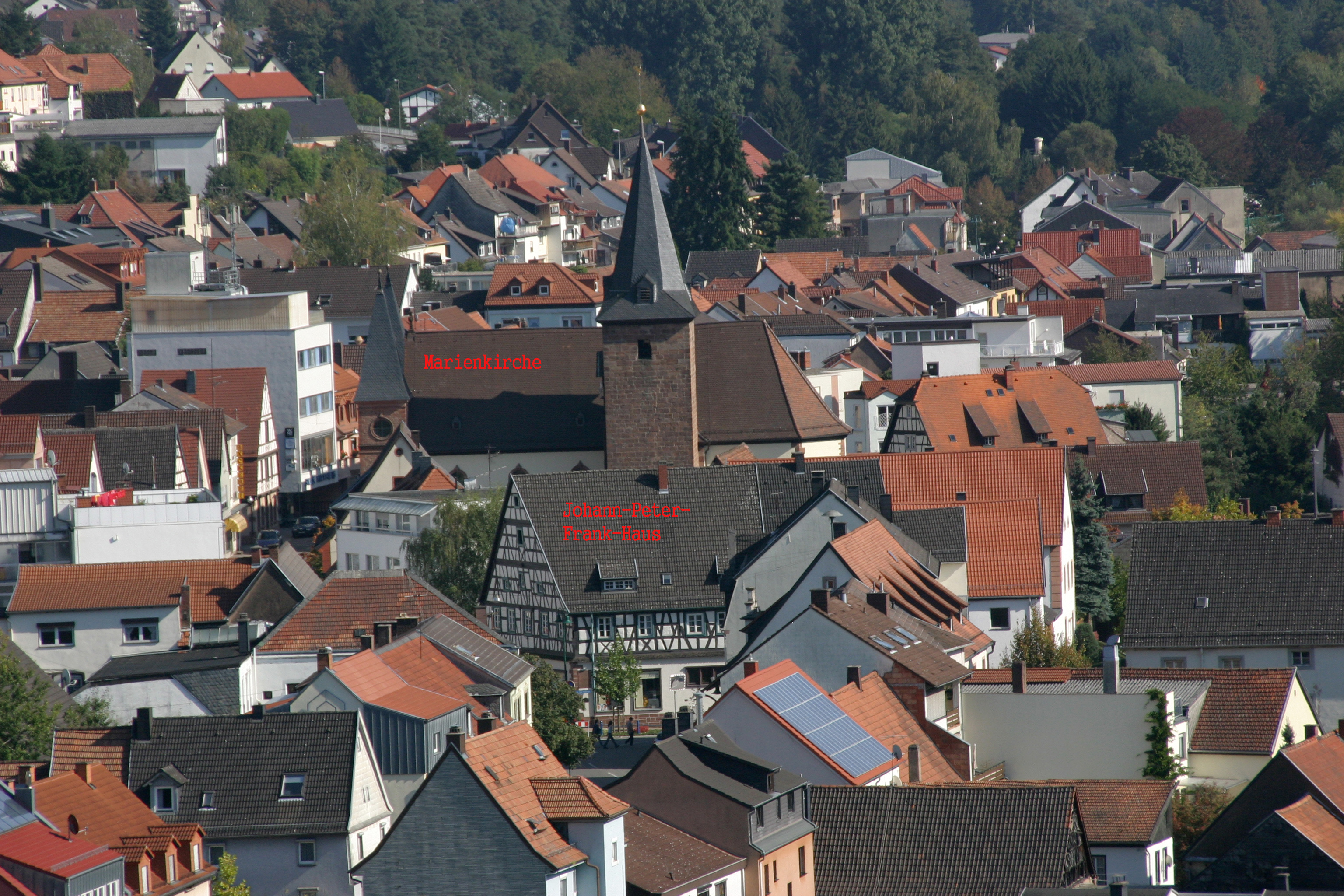
Marienkirche und Johann-Peter-Frank-Haus
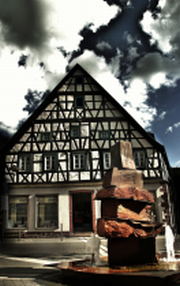
Dr.-Johann-Peter-Frank-Platz

#### Kulturdenkmäler
Der jüdische Friedhof ist als Denkmalzone ausgewiesen.
Die Anfänge der Marienkirche liegen in romanischer Zeit um das elfte und zwölfte Jahrhundert. Das heutige Erscheinungsbild ist spätgotisch und besteht seit dem 14. Jahrhundert, die Wand- und Deckenmalereien stammen aus dieser Zeit. Der Turm wurde im 18. Jahrhundert erhöht und mit einem spitzen Helm bedacht. Ebenfalls denkmalgeschützt ist die katholische Kirche St. Josef. Im Johann-Peter-Frank-Haus wurde 1745 der gleichnamige Arzt und Hygieniker geboren. Das Pfarrer-Dr.-Lederer-Haus beherbergt das Johann Peter Frank-Museum. Ebenfalls denkmalgeschützt ist das Wasserwerk.

#### Sonstige Bauwerke
Am 15. Mai 2009 wurde auf dem Dr.-Johann-Peter-Frank-Platz in der Hauptstraße eine Brunnenanlage, die der ortsansässige Bildende Künstler Stephan Müller geschaffen hatte, ihrer Bestimmung übergeben. Auf der Gemarkung der Stadt befand sich einst die Burg Entenstein.

### Natur und Parkanlagen

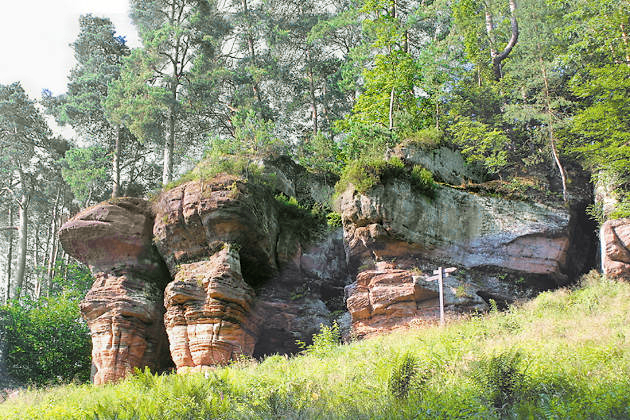
Naturdenkmal Bruderfelsen

Der Osten der Gemarkung liegt im Naturpark Pfälzerwald, der zum Biosphärenreservat Pfälzerwald-Vosges du Nord gehört. Mit dem Bärenfelsen und dem Bruderfelsen existieren vor Ort insgesamt zwei Naturdenkmale, zudem zahlreiche weitere Felsformationen. Im Süden der Stadtgemarkung liegt die Bärenhöhle und am Rand der Bebauung die Schwallbornanlage.

### Vereine
Vor Ort gibt es die Fußballvereine FC Rodalben und SV Rodalben; der AC Rodalben bietet Gewichtheben an.

### Veranstaltungen
Anfang September findet der Bruder-Konrad-Ritt statt. Zwei Folgen der von 1977 bis 1986 laufenden Fernsehsendung Auf Los geht’s los wurden in der örtlichen TSR-Sporthalle aufgezeichnet, eine 1978 und eine 1982.

### Brauchtum
In Rodalben wird zu Karneval der Narrenruf „Rolau“ gepflegt.

## Wirtschaft und Infrastruktur

### Wirtschaft

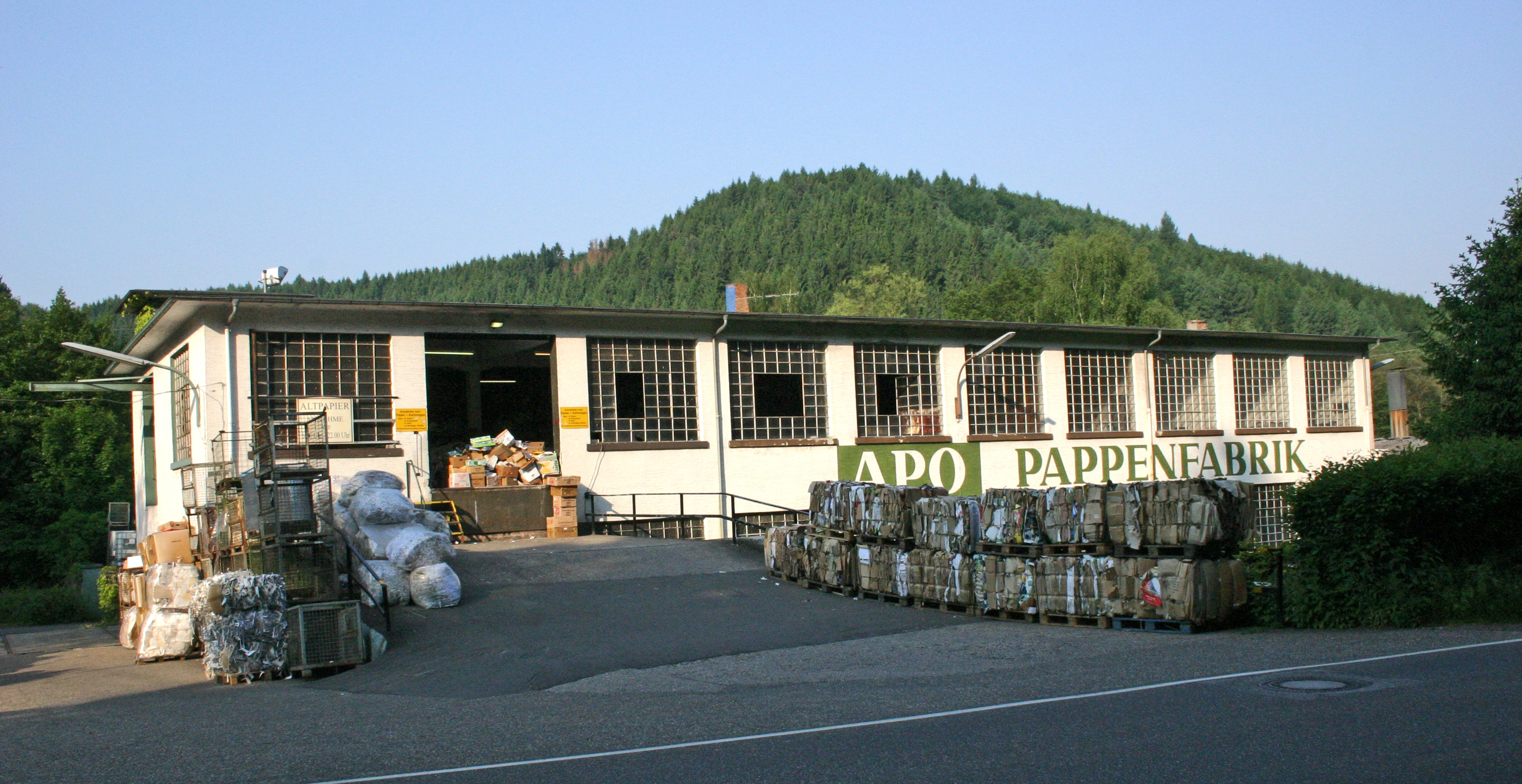
Pappenfabrik in Rodalben

Bedeutender Wirtschaftsfaktor war einst die Schuhindustrie. Bis 1970 existierte vor Ort die Servas Schuhfabrik, die danach mit der Zweibrücker Dorndorf Schuhfabrik zur Schuh-Union fusionierte, ehe diese 2002 durch Rieker aufgekauft wurde. Die Wirtschaft der Stadt wird mittlerweile überwiegend vom Tourismus bestimmt, nachdem zuvor die Industrie das Ortsbild nicht besonders geprägt hatte. Die umgebende Landschaft des Pfälzerwaldes begünstigte die Entwicklung zur staatlich anerkannten Fremdenverkehrsgemeinde. Das örtliche Krankenhaus St. Elisabeth wurde zeitweise vom kirchlichen Gesundheitsunternehmen Marienhaus betrieben.
1892 wurde vor Ort der später mehrfach umbenannte Rodalbener Darlehenskassenverein eGmubH gegründet, der über mehrere Fusionen 2016 in der VR-Bank Südwestpfalz Pirmasens-Zweibrücken aufging. Rodalben ist der Sitz des Fernsehsenders OKTV Südwestpfalz sowie der Standort einer Rundsteueranlage.

### Verkehr

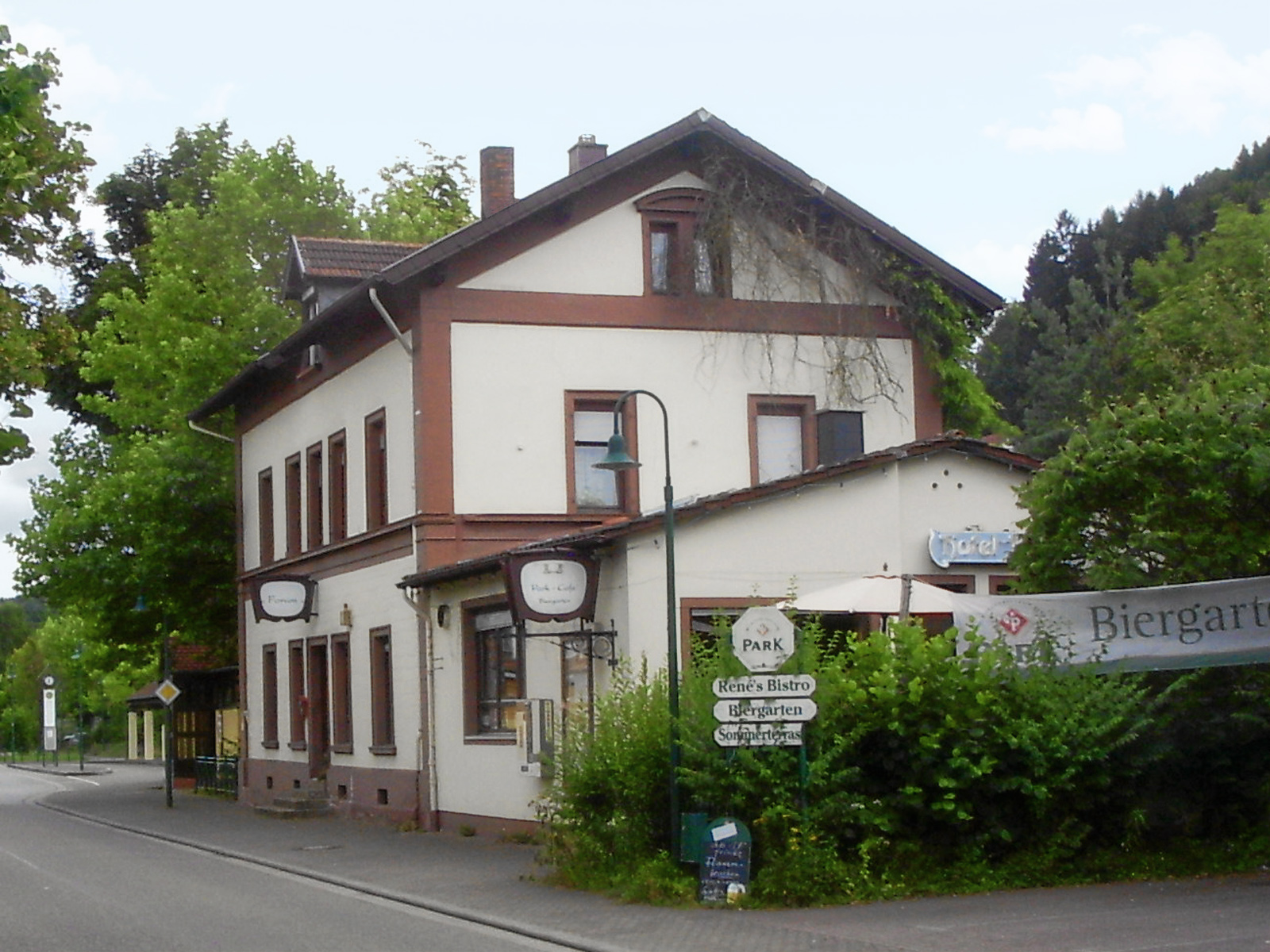
Bahnhof Rodalben

Durch eine Südumgehung wird Rodalben vom Durchgangsverkehr entlastet. Über die 6 km entfernte Anschlussstelle Thaleischweiler-Fröschen ist die Stadt an die Autobahn 62, die von Pirmasens nach Landstuhl verläuft, angebunden. Die Bundesstraße 270 von Pirmasens nach Kaiserslautern wird nach vier Kilometern, die Bundesstraße 10 von Pirmasens nach Landau nach fünf beziehungsweise acht Kilometern erreicht. Durch Rodalben selbst verläuft in Nord-Süd-Richtung die Landesstraße 482, die eine Verbindung mit Vinningen, Pirmasens und Donsieders herstellt. Die Landesstraße 497 führt in West-Ost-Richtung von der Bundesstraße 270 bis nach Münchweiler an der Rodalb.
Durch die Bahnstrecke Landau–Rohrbach ist Rodalben seit 1875 an das regionale Schienennetz angeschlossen. Östlich der Bebauung passiert die Strecke den Neuhof-Tunnel. Der Bahnhof wurde in den 1980er Jahren zum Haltepunkt zurückgebaut. Er wird von Regionalbahnen der Linie RB 55 bedient, die zwischen Landau und Pirmasens verkehren. Die Anlagen des Eisenbahnknotens Pirmasens Nord befinden sich teilweise ebenfalls auf der Gemarkung von Rodalben. Der öffentliche Nahverkehr ist in den Verkehrsverbund Rhein-Neckar integriert.

### Tourismus

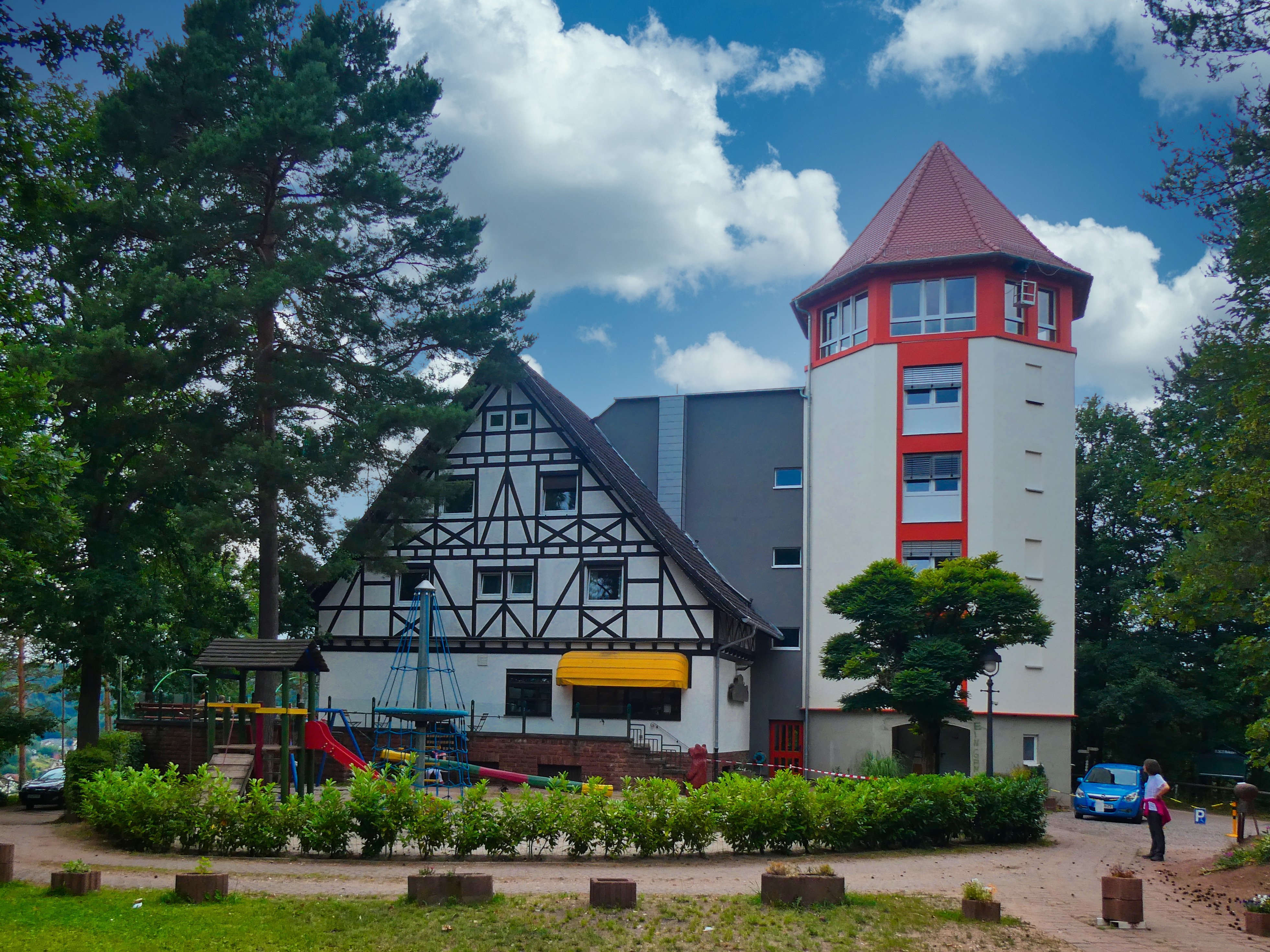
Hilschberghaus

Auf der Gemarkung von Rodalben befindet sich mit dem Hilschberghaus eine Hütte des Pfälzerwald-Vereins; im Siedlungsgebiet liegt das Hotel Zum Grünen Kranz.
An die frühere Schuhindustrie erinnert ausschließlich die Deutsche Schuhstraße, die unter anderem durch Rodalben führt. An zahlreichen Felsstrukturen aus dem Rotliegenden entlang windet sich der Rodalber Felsenwanderweg in einer Länge von etwa 43 km rund um Rodalben. Der Pfälzerwald-Verein Rodalben veranstaltet seit 1980 jedes Jahr den Rodalb-Wandermarathon auf diesem Weg. Zudem liegt die Stadt am Pfälzer Waldpfad und ist Ausgangspunkt der Tour 5 des Mountainbikepark Pfälzerwald. Der Skulpturenweg Rodalben ist Bestandteil des Skulpturenweg Rheinland-Pfalz.
Hinzu kommen ein Wanderweg, der mit einem grün-gelben Balken markiert ist und der von Kirchheimbolanden bis nach Hirschthal führt sowie zwei weitere Wege, von denen einer mit einem blau-weißen und ein anderer mit einem grünen Balken markiert ist.

### Behörden

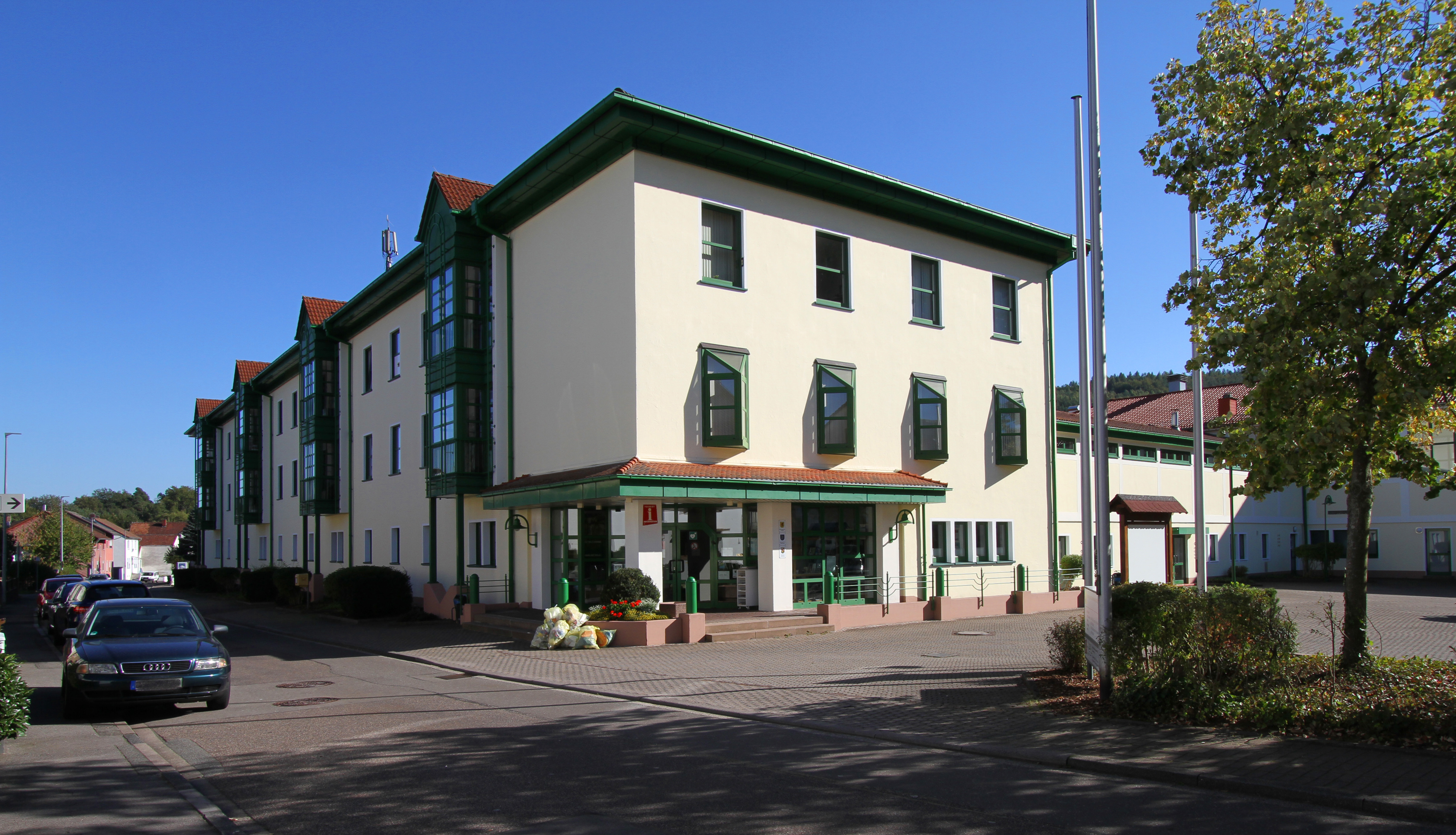
Verbandsgemeindeverwaltung

Als Sitz der gleichnamigen Verbandsgemeinde beherbergt Rodalben deren Verwaltung.

### Bildungseinrichtungen
In Rodalben befinden sich eine Realschule plus, die als solche seit dem Schuljahr 2009/2010 firmiert und vorher eine Regionale Schule war, eine Berufsschule eine Grundschule sowie eine Volkshochschule.
Das Jugendheim Mühlkopf dient der geschlossenen Heimunterbringung. Im November 2003 geriet es in die Schlagzeilen, als eine Erzieherin von zwei Insassen erstochen wurde.

## Persönlichkeiten

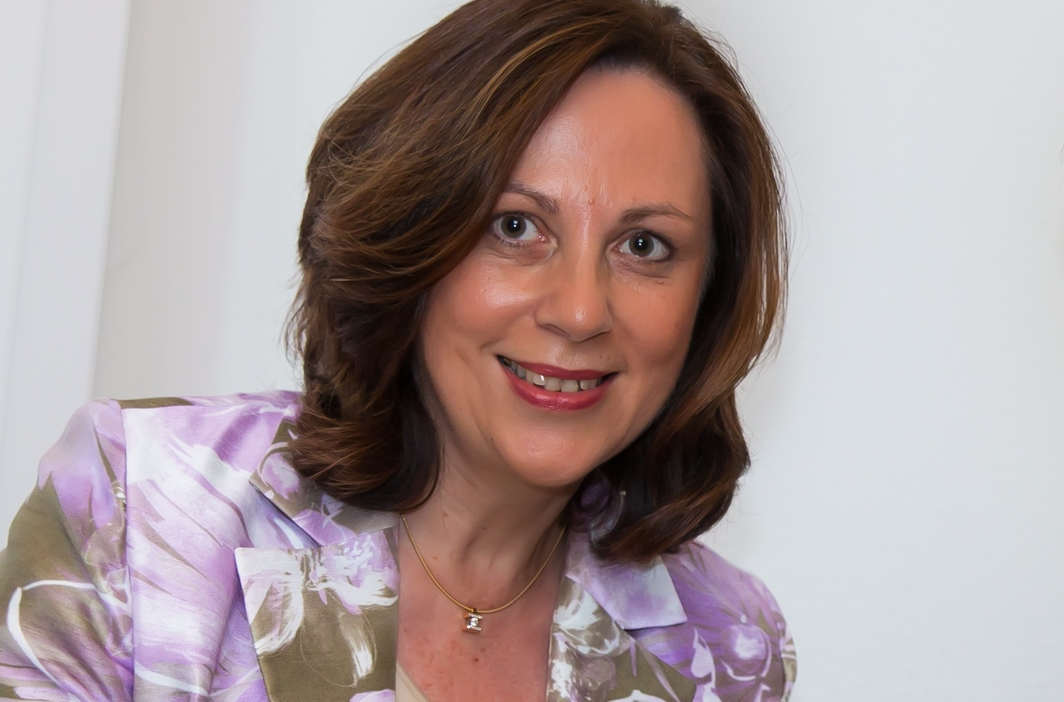
Heike Jochum

Zu Ehrenbürgern wurden unter anderen der Priester Stephan Lederer sowie die ehemaligen Stadtbürgermeister Paul Durm und Alois Dauenhauer ernannt.
Bekannte Persönlichkeiten, die in Rodalben geboren wurden, sind unter anderen Johann Peter Frank, der als Leibarzt von Napoleon diente, der Journalist und Architekturkritiker Dieter Bartetzko, der Radrennfahrer Hartmut Bölts, der Fußballspieler Axel Roos, die Rechtswissenschaftlerin Heike Jochum und der Spieleautor Stefan Stadler.
Der Baumeister Leonhard Jennewein lebte zeitweise vor Ort, der Schriftsteller und Reformpädagoge Leo Weismantel starb in Rodalben. Der NS-Politiker Adalbert Wolpert war von 1927 bis 1937 Erster Bürgermeister. Der Maler Klaus Heinrich Keller lebte in der Stadt, in der sein Sohn, der Musiker Andreas Keller, aufwuchs.